# LanguageTool
LanguageTool is een gratis en open-source grammatica-, stijl- en spellingcontrole en alle functies ervan kunnen worden gedownload.
Het werd gestart door Daniel Naber voor zijn afstudeerscriptie in 2003 (toen geschreven in Python). Het ondersteunt nu 31 talen, elk ontwikkeld door vrijwillige beheerders, meestal moedertaalsprekers van elke taal. Op basis van foutdetectiepatronen worden regels gemaakt en vervolgens getest voor een bepaalde tekst. De kern-app zelf is gratis en open-source en kan worden gedownload voor offline gebruik. LanguageTool wordt ook aangeboden als een webservice die de verwerking van 'n-grams'-gegevens aan de serverzijde doet. LanguageTool Premium gebruikt ook n-gram als onderdeel van zijn freemium-bedrijfsmodel.
De LanguageTool-webservice kan worden gebruikt via een webinterface in een webbrowser, of via gespecialiseerde plug-ins aan de clientzijde voor Microsoft Office, LibreOffice, Apache OpenOffice, Vim, Emacs, Firefox, Thunderbird en Google Chrome. De webapp-client kan ook op websites worden geïntegreerd.

## Technologie
LanguageTool controleert een zin niet op grammaticale correctheid, maar of deze typische fouten bevat. Daarom is het gemakkelijk om ongrammaticale zinnen te verzinnen die LanguageTool nog steeds accepteert. Foutdetectie slaagt met een verscheidenheid aan regels op basis van XML of geschreven in Java. Op XML gebaseerde regels kunnen worden gemaakt met behulp van een online formulier.